# Кавкаски овчар
Кавкаски овчар (груз. კავკასიური ნაგაზი [Kavkasiuri nagazi — Кавкасиури нагази]; азер. Qafqaz Iti; јерм.  []; осетски: Аргъонахъ [Arghonaq — Аргхонак]) је раса паса која је популарна у Грузији, Азербејџану, Јерменији и у областима северног Кавказа.

## Опис
Кавкаски овчар је специфична раса снажних костију, мишићав, па чак и нарави као мастиф. Кавкаски овчари су велики пси, међутим, не постоји одређена максимална висина или тежина међу њима. Минимална висина за женке варира између 67 и 75 центиметара а тежина варира око 45 килограма. Висина мужјака је између 72 и 95 центиметара. Мужјаци теже од 50 килограма до 90 кг. Уши су високо постављене и природно спуштене. Косе очи су тамне. Са својим јаким и кратким вратом, својим широким грудним кошем, јаким и мишићавим сапима, и својим чврстим шапама. Његов реп, високо постављен, у облику српа, повија се до скочног зглоба. Длака му је права, дебела, док је поддлака светлија и бујна.
Аутентични кавкаски овчар је пас намењен за чување стоке, већи од просечних димензија паса, робусне конституције са снажним ставом и урођеним неповерењем према странцима.

## Историја
Пореклом из области по којој је добио име, овај велики пастирски пас, способан је да се прилагоди веома различитим климатским условима. Међутим не спада у групу овчарских паса. То је пас чувар који је служио народима Кавказа као чувар стоке и дома, и као пас за борбе. Кавкаски овчар је планински пас чије је природна средина планински регион у Грузији, Јерменији и Азербејџану као и степска подручја на северном Кавказу и округу Астрахана. Вековима је функционисао као овчарски, чувар и пас за борбе па је његова оданост чак постала и легендарна. Неустрашивост, смелост и толерантност на готово све климатске услове допринела је његовој распрострањености у готово све делове бившег Совјетског Савеза тако да и тип варира у зависности од његове регије и намене.

## Темперамент
Степски пас је лакши од пса из планинских крајева. Рустичан, захтева мало, велики је радник и веома ефикасан, а такође и уравнотежен. Кавкаски овчар је веома активан и храбар пас, који добро реагује у одбрани.
Његово неповерење према странцима је такво да је веома опасно приближити му се. Креће се кратким касом, који му даје карактеристичан ход, док му је галоп мало тежи. Кавкаски овчар има масивну главу са широким челом, доста кратком њушком, јаким уснама и моћним маказастим зубима. Кавкаски овчар је веома интелигентан, али они могу бити дрски и одбијати да слушају команде на време. То се може превазићи одговарајућом обуком. Због своје јачине често се користе за лов на медведе.

### Типови
- Гергетски - пси су крупни, углавном дугодлаки. Конституција је груба и снажна. Њушка је нешто издуженија. Зуби су крупни, бели. Пси су шарене боје (флеке су сиве и риђе), са белим оковратником, на глави је белег, њушка је такође бела са ситним мрљама тамније боје. Између таквих паса, који чине већину, има и оних са нешто ређом длаком и са мање оштрим темпераментом.
- Гарбански - пси су врло агресивни и љути. Били су увезени у Закавказје у послератним годинама (1945) из Турске заједно са купљеном стоком; конституција је груба, њушка врло кратка. Неки пси имају надгриз. Сви пси су краткодлаки, боја риђа, без маске. Радне особине су добро изражене.
- Казбекски - моћни пси, грубог и снажног типа, пропорционално и хармонично грађени. Зуби су крупни, бели, маказастог загриза, длака добро развијена. Пси су већином вишебојни - шарени, тиграсти. Радне особине су добро изражене.
- Ахалцихски - настао је мешањем гергетског, гарбанског и казбекшког типа. Пси су снажни и грубе грађе, пропорционални, длака дуга. Боја је мрка, бела, крем (боја сламе). Светлије обојени пси могу да имају светле очи.

## Здравље
Кавкаски овчар живи прилично дуго у — просеку 10-15 година. Пси ове расе су углавном здрави и дуго живе, али се дисплазија кукова, гојазност и повремени проблеми са срцем се могу догодити.
У периоду од једног до пет месеци старости је најбоље време за преузимање штенета и навикавање га на човека и спољну средину. Оно постаје јако привржено власнику, његовој породици, дому. После пет месеци навикавање на новог власника се доста теже одвија и никад не буде потпуно. Исто се односи и на место боравка. Зато се пас, који половину прве године живота проведе поред стада оваца, јако тешко навикава на живот у одгајивачници или на живот у градској згради. Пси који су пола године живели у одгајивачници и узети на васпитање у том узрасту остају мање привржени човеку. Штенад кавкаског овчара се гаји и васпитава на сличан начин као и штенад других раса паса снажно-грубог и грубог типа конституције, али постоје неке особине карактеристичне за ову расу.
Штенци кавкаског овчара уз погрешну исхрану брзо оболевају од рахитиса: настају задебљања на зглобовима дошапља, формира се изврнут став предњих ногу, подлактица се искривљује у облику слова "О", код задних ногу се формира "Икс" став, настају задебљања на зонама раста на ребрима, понекад се искривљују и кости лобање - очни лукови постају израженији, могућа је и деформација грудног коса. Код појављивања првих знакова рахитиса неопходно је контактирати ветеринара, зато што се запуштен рахитис јако тешко лечи и може да остави последице за цео живот. Код погрешне исхране и лоших услова држања, кавкаски овчари су подложни болестима и поремећајима метаболизма. Најчешће се такви поремећаји појављују у облику померања рокова лињања, екцема, чирова на шапама и сл, мада екцеми и чирови могу да буду проузроковани и ектопаразитима. У свим случајевима неопходно је одвести пса ветеринару.